# هامبورجيشس غيشلكهتربوش
Deutsches Geschlechterbuch هامبورجيشس غيشلكهتربوش كان يعرف باسمه الأصلي دليل الأنساب للعائلات البرجوازية Genealogisches Handbuch bürgerlicher Familien، دليل أنساب ألماني رئيسي للعائلات البورجوازية أو الأرستقراطية. بدأ بتدوين الأنساب في عام 1889 وقبل عام 1943 كان قد تم نشر 119 مجلدًا تغطي حوالي 1200 عائلة تحت العنوان الأصلي. من عام 1956، استمرت السلسلة تحت عنوان Deutsches Geschlechterbuch. في عام 2007 ، تم نشر المجلد 219 وكان آخر مجلد.تم تغطية بما مجموعه حوالي 4000 عائلة. يعتبر هامبورجيشس غيشلكهتربوش -الذي يتألف من 17 مجلدًا من العائلات الهانزية في هامبورغ - جزءًا لا يتجزأ من العمل، ويعتبر العمل المرجعي الأكثر شمولية من نوعه الخاص بعائلات مدينة واحدة.
لقد كان دليل اأنساب هذا مؤثراً بشكل كبير وألهم العديد من الدلائل المشابهة، مثل Nederland's Patriciaat. وهو يقابل إلى حد ما دليل طبقة نبلاء بورك Burke's Landed Gentry في المملكة المتحدة، على الرغم من أنه يمكن القول أنه يعادل دليل الأنساب بيرس بيرج Burke's Peerage في تغطيته للعائلات الهانزية والوطنية التي تشكل أعلى طبقة في جمهوريات المدينة السابقة.